# Joey Vickery
Joel David „Joey“ Vickery (* 9. Juni 1967) ist ein ehemaliger kanadischer Basketballspieler.

## Leben
Vickery, ein 1,78 Meter großer Aufbauspieler, stammt aus Winnipeg (Provinz Manitoba), wo er bis 1985 an der Schule Westwood Collegiate Basketball spielte. Anschließend gehörte er von 1985 bis 1987 zur Mannschaft der University of Winnipeg. In der Saison 1987/88 setzte er aus, 1988 wechselte er an die ebenfalls in Manitoba gelegene Brandon University. Dort spielte Vickery bis 1991. In den Spielzeiten 1989/90 und 1990/91 wurde er jeweils in die „Mannschaft des Jahres“ der kanadischen Collegeliga CIAU gewählt, in der Saison 1988/89, in der er mit Brandon die kanadische Collegemeisterschaft gewann, wurde er als bester Akteur des CIAU-Finalturniers ausgezeichnet.
Vickery wagte den Sprung ins Profigeschäft, spielte zunächst in Nordamerika, ehe er 1995 nach Europa wechselte, und stand in der Saison 1995/96 in Diensten des litauischen Vereins Olimpas Plunge. Dort profilierte sich Vickery als erfolgreicher Dreierwerfer und stellte eine Bestmarke für die litauische Liga LKL auf, als er in einem Spiel 13 Dreipunktwürfe traf und insgesamt 68 Punkte erzielte. Er verbuchte in diesem Spieljahr für Plunge einen Punkteschnitt von 23,4 pro Partie. In der Saison 1996/97 spielte er in Spanien, verstärkte dort Ciudad de Huelva in der Liga LEB und erzielte im Durchschnitt 17,5 Punkte je Begegnung.
Vickery setzte seine Profilaufbahn beim französischen Zweitligisten Poissy-Chatou fort, dort spielte er von 1997 bis 2000 und tat sich wie bei seinen vorherigen Vereinen als offensivstarker Aufbauspieler mit sicherem Distanzwurf hervor. Während des Spieljahres 1999/2000 kam er in 33 Einsätzen für Poissy auf 137 getroffene Dreipunktwürfe und einen Punkteschnitt von 21,6 pro Partie. Während seiner Zeit bei Poissy-Chatou stellte Vickery einen Rekord mit 17 in einem Spiel getroffenen Dreipunktwürfen auf.
In der Saison 2000/01 war Vickery wieder in Spanien (bei Carteia Algeciras) aktiv und erzielte für den Zweitligisten im Schnitt 15,7 Punkte pro Spiel. 2001 wechselte er erstmals nach Österreich und verstärkte den UBC Mattersburg. 2002 kehrte er zu Ciudad de Huelva zurück, spielte in der Folgesaison 2003/04 für den schwedischen Erstligisten Jämtland Basket.
Im Spieljahr 2004/05 stand er zunächst wieder für den österreichischen Bundesligisten Mattersburg auf dem Feld, nahm im Verlauf der Saison aber ein Angebot des spanischen Vereins Caja Melilla an. Dort spielte er bis Oktober 2005 und wechselte dann zu Arkadia Traiskirchen in die Bundesliga.
2008 wechselte Vickery von Traiskirchen zum nunmehrigen Zweitligisten Mattersburg. Dort spielte er bis 2014, war zudem Sportlicher Leiter sowie Jugendtrainer. Anschließend arbeitete er in Kanada als Trainer in einer Basketballakademie. In der Saison 2017/18 kehrte Vickery im Alter von 50 Jahren im Mattersburger Trikot aufs Spielfeld zurück und erzielte in zwölf Spielen der 2. Bundesliga im Schnitt 10,4 Punkte. Im Januar 2018 wechselte Vickery auf die Trainerbank, nachdem Mike Coffin nach Kapfenberg gegangen war. Er blieb bis zum Saisonende 2017/18 im Amt und wechselte als Trainer in den Jugendbereich.

### Nationalmannschaft
Vickery spielte für Kanadas Herrennationalmannschaft bei den Weltmeisterschaften 1994 und 1998. Bei der WM 94, die in seinem Heimatland ausgetragen wurde, war Vickery mit einem Durchschnitt von 9,6 Punkten je Begegnung drittbester Korbschütze der kanadischen Mannschaft. Mit der Studentennationalmannschaft nahm er an den Universiaden 1992 und 1996 (Gewinn der Silbermedaille) teil.

## Ehrungen
Im Jahr 2005 wurde Vickery in die Basketball-Ruhmeshalle seiner Heimatprovinz Manitoba aufgenommen. 2006 fand er Aufnahme in die Sport-„Hall-of-Fame“ der Brandon University. 2015 wurde er in die „Hall of Fame“ der High-School-Sport-Vereinigung von Manitoba aufgenommen, 2018 dann in die Sport-„Hall-of-Fame“ der Provinz Manitoba.